# Semisonic
Semisonic is een Amerikaanse muziekgroep uit Minneapolis. De bandleden zijn Dan Wilson (hoofdzanger, gitarist, keyboard en liedjesschrijver), John Munson (bassist, zanger, keyboard, schrijver) en Jacob Slichter (drummer, keyboard, zanger, schrijver).

## Biografie

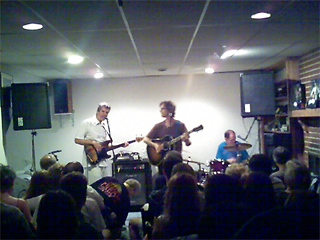
Semisonic op 26 juli 2006, van links naar rechts: Munson, Wilson, en Slichter

Dan Wilson en John Munson waren voorheen in een band genoemd Trip Shakespeare. Toen deze band ophield te bestaan zochten zowel Dan Wilson als John Munson, Jacob Jake Slichter op om een nieuwe band te vormen genaamd Pleasure. Maar omdat er al een muziekgroep bestaat onder die naam hebben ze de naam van hun groep moeten veranderen en is de keus gegaan naar Semisonic doordat de bandleider in contact was gekomen met een andere artiest tijdens een reis naar Kansas, en de muziek daar (Aaron Seymour) omschreef de muziek van een lokaal bandje als Why must everything be so semisonic bullshit. Het genre van muziek dat ze spelen omschrijven ze als tussen noisy sonic rock en sexy groovy soul. Door derden worden ze meestal als alternatieve rock beschouwd. De groep heeft naast een eigen repertoire ook covers gebracht van artiesten die hen beïnvloed hebben zoals Can't Help Falling in Love van Elvis Presley, Because van The Beatles, Erotic City van Prince, In Dreams van Roy Orbison en Jealous Guy van John Lennon.
De bekendste eigen nummers van deze band zijn: Closing time, (All about) Chemistry en Secret Smile.

## Eerste album
Semisonic eerste album heet Great Divide. De band begon aan dit album bij Elektra Recordings in oktober 1994. In deze periode hebben ze de helft van het album opgenomen en na een pauze hebben ze het album verder afgewerkt voor MCA in de zomer van 1995. Tijdens die onderbreking keerde de band terug van Los Angeles naar Minneapolis om er Pleasure op te nemen. De titel verwijst dus deels naar die lange pauze tussen de opnames en het grote verschil tussen de beide steden, en deels naar een plaats in de Rocky Mountains die The Great Divide heet.

## Discografie

### CD's
- 1995 Pleasure EP Cherrydisc
- 1996 Great Divide MCA Records
- 1998 Feeling Strangely Fine MCA Records
- 2001 All About Chemistry

### Singles
- 1998 Closing Time MCA Records
- 1998 Singing In My Sleep MCA Records
- 1998 Secret Smile part I MCA Records
- 1998 Secret Smile part II MCA Records
- 2001 Chemistry

### Soundtrack
Semisonic verscheen in deze soundtracks
- The Long Kiss Goodnight, MCA Records 1996 F.N.T
- Then Things I Hate About You, Hollywood Records 1999 F.N.T
- Never Been Kissed, EMD/Capitol 1999 Never You Mined
- American Pie, Universal Records 1999
- For Love Of The Game,MCA Records 1999
- Friends Again, WEA/Warner Brothers 1999
- 40 Days 40 Nights, Chemistry 2002
- Friends with benefits, 2011